# Manzini (grad)
Manzini je drugi po veličini grad Esvatinija. Sjedište je istoimenog okruga. Leži u središnjem Esvatiniju, 40-ak km jugoistočno od glavnog grada Mbabanea. Do 1960. godine nosio je afrikaans ime Bremersdorp.
Trgovac Bremers osnovao je ovdje 1887. godine trgovačku postaju koja je prerasla u naselje. Status grada tadašnji Bremersdorp dobio je 1898. godine. Od 1895. do 1899. bio je prvo administrativno sjedište Esvatinija. Danas je važno komercijalno, poljoprivredno i industrijsko središte. Nalazi se u gusto naseljenoj Middle Veld regiji, gdje živi većina Esvatini populacije. Glavna je djelatnost lokalnog stanovništva poljoprivreda, posebice uzgoj kukuruza, pamuka, duhana te stočarstvo. Međunarodna je zračna luka udaljena 8 km od grada.
Manzini je 1997. imao 25.571, a po procjeni iz 2012. 97.934 stanovnika.

## Ugovori o suradnji
Manzini ima uspostavljenu prijateljsku suradnju sa sljedećim naseljima:
| - Keighley, Ujedinjeno Kraljevstvo - Ramales de la Victoria, Španjolska |

## Vanjske poveznice
- Članak na Encyclopædia Britannici (engl.)

### Ostali projekti
|  | Zajednički poslužitelj ima još gradiva o temi Manzini |